# Carlos Vela
Carlos Alberto Vela Garrido (* 1. března 1989 Cancún) je mexický profesionální fotbalista, který hraje na pozici křídelníka či útočníka za americký klub Los Angeles FC. Je rekordmanem v počtu gólů za jednu sezonu v MLS. Mezi lety 2007 a 2018 odehrál také 72 utkání v dresu mexické reprezentace, ve kterých vstřelil 19 branek.

## Klubová kariéra
V odvetě play-off předkola proti Ligy mistrů 2013/14 28. srpna 2013 proti francouzskému týmu Olympique Lyonnais rozhodl dvěma brankami o vítězství Realu Sociedad 2:0, jeho mužstvo postoupilo po do základní skupiny Ligy mistrů (první zápas ve Francii skončil stejným výsledkem).

## Reprezentační kariéra
V mexickém dresu dosud nastoupil ke dvaasedmdesáti mezistátním utkáním, v nichž vstřelil devatenáct branek. Zúčastnil se MS 2010, MS 2014 a MS 2018

## Úspěchy

### Reprezentační
- mistr světa do 17 let (2005)
- mistr Severní Ameriky (2009)

### Individuální
- nejlepší střelec Mistrovství světa hráčů do 17 let (2005)
- Nejlepší střelec MLS (2019)
- Nejlepší hráč MLS (2019)